# Poker d'As (série télévisée)
Pour les articles homonymes, voir Poker d'as (homonymie).
Poker d'As est un feuilleton télévisé français en 26 épisodes de 13 minutes, mis en scène par Hubert Cornfield et diffusé à partir du 31 octobre 1973 sur la première chaîne de l'ORTF.

## Synopsis
Le Comte de Rhuys tue accidentellement son frère jumeau, un dévoyé, qui voulait le faire chanter. Il décide de se faire passer pour mort et réussit à déjouer les manœuvres de ceux qui veulent s'emparer de son usine. Lorsqu'il endosse l'identité de son frère, il est jugé et condamné à mort pour son propre assassinat.

## Distribution
- Robert Party : Comte de Rhuys / Poker d'As
- Hélène Duc : Comtesse de Rhuys
- Rachel Cathoud : Hughette de Rhuys
- Henri Piégay : Hervé de Kergroix
- Maurice Teynac : Le maître d'hôtel
- Bruno Balp : Aryadès
- Antoine Saint-John : Soreno
- Jacques Debary : Inspecteur Wallon
- Pierre Pernet : le barman
- Christine Laurent : Simone Servat
- Philippe Castelli : Le greffier

## Commentaires
Ce feuilleton est inspiré du roman d'espionnage éponyme de Arthur Bernède qui avait déjà été adapté au cinéma en 1927.